# Oyampiacris
Oyampiacris is een geslacht van rechtvleugeligen uit de familie veldsprinkhanen (Acrididae). De wetenschappelijke naam van dit geslacht is voor het eerst geldig gepubliceerd in 1977 door Descamps.

## Soorten
Het geslacht Oyampiacris  is monotypisch en omvat slechts de volgende soort:
- Oyampiacris nemorensis (Descamps, 1977)